# Abington Pigotts
Abington Pigotts – wieś w Anglii, w hrabstwie Cambridgeshire, w dystrykcie South Cambridgeshire. Leży 21 km na południowy zachód od miasta Cambridge i 64 km na północ od Londynu. W 2001 miejscowość liczyła 143 mieszkańców.